# Liste der Bürgermeister von Freital

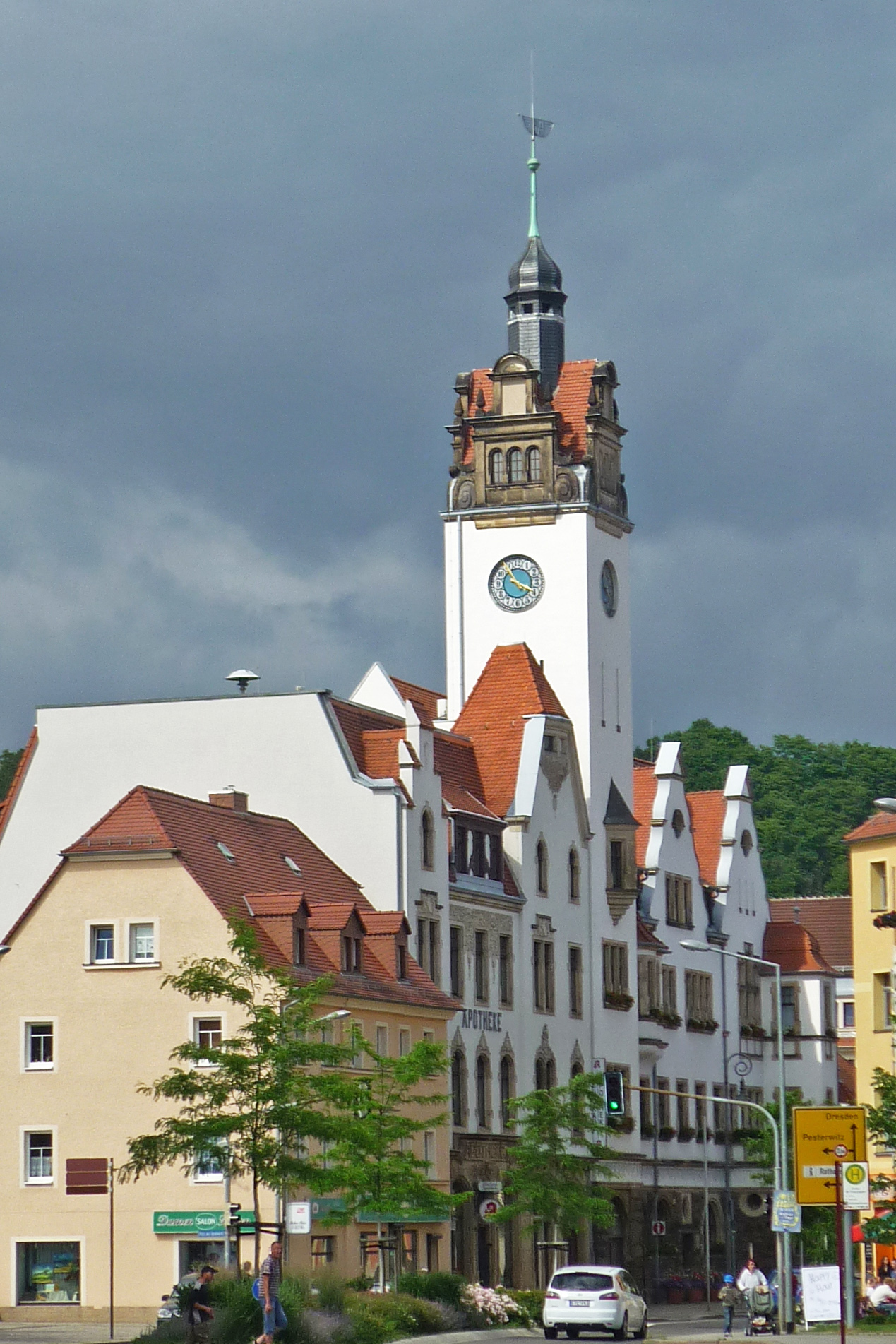
Das Rathaus Potschappel ist Sitz des Oberbürgermeisters der Stadt Freital

Die Liste der Bürgermeister von Freital enthält die seit der Stadtgründung 1921 amtierenden Bürgermeister und Oberbürgermeister der Stadt Freital.
Insgesamt hatte die Stadt 23 Bürgermeister. Nach der Stadtgründung führte der ehemalige Potschappler Gemeindevorstand Max Baumann die Amtsgeschäfte. Auf ihn folgte ab 1. Mai 1922 Carl Wedderkopf als erster gewählter Bürgermeister der Stadt. Der SPD-Politiker Klaus Pollack hatte dieses Amt in den 1990er Jahren als einziger zweimal inne, im Jahr 1992 zunächst provisorisch, bevor er 1994 regulär gewählt wurde. Die längste Amtszeit übte Walter Daehn aus, er war von 1972 bis 1990 etwa 18 Jahre lang Bürgermeister Freitals. 
Von 1922 bis 1950 wurde der Titel Oberbürgermeister geführt. Seit der Ernennung Freitals zur Großen Kreisstadt 1997 ist dies wieder der Fall.
Nachdem der zu Beginn des 21. Jahrhunderts gewählte Klaus Mättig (CDU) aus Altersgründen nicht erneut antreten konnte, wurde Uwe Rumberg (parteilos, zuvor CDU) am 7. Juni 2015 mit 51,3 % der gültigen Stimmen zum Oberbürgermeister gewählt. Sein Amt trat er am 1. August 2015 an; 2022 wurde er, inzwischen aus der CDU ausgetreten, für eine weitere siebenjährige Amtszeit gewählt.

## Liste der Bürgermeister
| Name                    | Partei | Partei | Amtszeit                               | Wahl(en)   |
| ----------------------- | ------ | ------ | -------------------------------------- | ---------- |
| Max Baumann             |        | SPD    | 1. Oktober 1921 – 30. April 1922       |            |
| Carl Wedderkopf         |        | SPD    | 1. Mai 1922 – 1927                     |            |
| Gustav Klimpel          |        | SPD    | 1927 – 2. August 1933                  |            |
| Erhardt Schroeter       |        | NSDAP  | 1. Februar 1934 – 1938                 |            |
| Bernhard Johannes Klare |        | NSDAP  | 1939 – 1945                            |            |
| Franz Baumgarten        |        |        | 24. März 1945 – 19. August 1945        |            |
| Arno Hennig             |        | SPD    | 1945 – 1946                            |            |
| Karl Wenk               |        | SED    | 1946 – 1950                            |            |
| Kurt Studeny            |        | SED    | 1950 – 1952                            |            |
| Erich Richter           |        | SED    | 1952                                   |            |
| Werner Seidel           |        | SED    | 1953 – 1955                            |            |
| Hans Jander             |        | SED    | 1955 – 1958                            |            |
| Helmut Forster          |        | SED    | 1958 – 1960                            |            |
| Werner Beulig           |        | SED    | 1960 – 1963                            |            |
| Gustav Stach            |        | SED    | 1963 – 1966                            |            |
| Werner Rohr             |        | SED    | 1966 – 1972                            |            |
| Walter Daehn            |        | SED    | 1972 – 1990                            |            |
| Dietmar Lumpe           |        | CDU    | 1990 – 1991                            |            |
| Wolfgang Böduel         |        | CDU    | 1991 – 1992                            |            |
| Klaus Pollack           |        | SPD    | 11. September 1992 – 17. Dezember 1992 |            |
| Norbert Krutzki         |        | CDU    | 1992 – 1994                            |            |
| Klaus Pollack           |        | SPD    | 1994 – 31. Juli 2001                   | 1994       |
| Klaus Mättig            |        | CDU    | 1. August 2001 – 31. Juli 2015         | 2001, 2008 |
| Uwe Rumberg             |        | CDU/ – | 1. August 2015 –                       | 2015, 2022 |

| Partei | Partei | Anzahl |
| ------ | ------ | ------ |
|        | SPD    | 05     |
|        | NSDAP  | 02     |
|        | SED    | 10     |
|        | CDU    | 05     |